# 윈도우 7의 제거된 기능
윈도우 7에는 새로운 기능이 많이 포함되어 있지만, 윈도우 비스타까지의 이전 윈도우 버전에 포함되어 있던 여러 기능과 특정 프로그램이 제거되거나 변경되었다.
다음은 윈도우 비스타 및 이전 버전에는 있었지만 윈도우 7에서 제거된 기능 목록이다.

## 윈도우 셸

### 윈도우 탐색기
- 항목 속성에 대한 열 헤더는 세부 정보 아이콘 보기 모드에서만 나타난다. 또한, 세부 정보 보기에서도 윈도우 7의 열 헤더는 항목 필터링만 허용하며, 드롭다운 메뉴에서 항목을 그룹화, 정렬 또는 스택하는 옵션(속성별 정렬, 그룹, 스택 옵션)은 더 이상 없다. 필터링은 세부 정보 보기에서만 가능하며, 그룹화는 모든 아이콘 보기 모드에서 상황에 맞는 메뉴를 통해 이루어져야 하고, 정렬은 세부 정보 보기에서 열 헤더 자체를 클릭하거나 다른 모든 아이콘 보기 모드에서 정렬 기준 상황에 맞는 메뉴를 선택하여 이루어져야 한다. 윈도우 비스타에서는 열 헤더를 사용하여 활성 아이콘 보기 모드와 관계없이 항목을 필터링, 그룹화, 정렬 및 스택할 수 있었다.[1]
- 제어판 보기는 범주, 작은 아이콘, 큰 아이콘(실제로는 타일 보기)으로 제한된다. 목록, 세부 정보, 매우 큰 아이콘, 큰 아이콘 및 중간 아이콘 보기 모드는 더 이상 사용할 수 없다. 제어판 항목을 그룹화하거나 정렬하는 기능도 제거되었다.
  - 하드웨어 추가, 블루투스, 게임 컨트롤러, 오프라인 파일, 펜 및 터치, 내 주변 사용자, 스캐너 및 카메라, 태블릿 PC 설정을 포함한 제어판 설정은 모든 제어판 항목 아래에도 나열되지 않는다. 32비트 음성 애플릿은 더 이상 제어판을 통해 접근할 수 없다. 이러한 설정 중 일부는 범주 보기 내에서 또는 검색을 통해서만 접근할 수 있지만, 윈도우 레지스트리를 수정하여 접근 가능하게 만들 수 있다.[{{{설명}}}]
- 윈도우 탐색기 창에서 자동 정렬 및 눈금에 맞춤 비활성화 기능이 사용할 수 없다.[2][3] 결과적으로, 사용자는 더 이상 폴더 내에서 드래그 앤 드롭으로 항목을 수동으로 정렬할 수 없으며, 이 기능은 바탕 화면에서만 사용할 수 있다.
- 각 도구 모음 또는 데스크 밴드는 윈도우 탐색기에서 자체 행에 강제로 표시된다. 윈도우 탐색기는 모든 밴드에 대해 RBBS_BREAK 스타일을 강제 적용한다.[4]
- 세부 정보 아이콘 보기 모드에서 아이콘에 대한 전체 행 선택을 비활성화할 수 없었는데, 이는 윈도우 비스타에서는 가능했다.[5]
- 윈도우 탐색기 명령 모음에 아이콘이 더 이상 나타나지 않는다.
- IDeskBand 인터페이스 및 탐색기 바는 윈도우 탐색기에서 더 이상 지원되지 않는다; 인터넷 익스플로러에서는 여전히 지원된다.[6]
- 폴더 옵션에서 윈도우 탐색기가 폴더 아이콘 보기 모드와 아이콘 크기를 폴더별로 유지하도록 허용했던 '각 폴더의 보기 설정 기억' 옵션이 제거되었다.[7]
- 두 개 이상의 항목이 선택된 상태에서 정렬 기준이 변경되면(예: 사용자가 먼저 이름으로 정렬한 다음 날짜로 정렬하는 경우), 모든 선택된 항목이 선택 해제된다.
- DCOM 제한으로 인해 윈도우 레지스트리의 시스템 값 권한을 수정하지 않고는 윈도우 탐색기(또는 심지어 일시적으로 윈도우 탐색기 창을 여는 것)를 관리자 권한으로 열 수 없다.
- 윈도우 7의 64비트 에디션에서는 32비트 버전의 윈도우 탐색기를 파일 관리자 또는 셸로 실행할 수 없다.[8] 윈도우 비스타 및 윈도우 XP의 64비트 에디션에서는 셸 확장과 호환성을 위해 32비트 셸/윈도우 탐색기를 실행하고 기본값으로 설정할 수 있었다. 결과적으로 모든 32비트 셸 확장은 윈도우 7의 64비트 버전과 호환되지 않는다.
- List view control과 호환되지 않는 문서화되지 않은 컨트롤인 Items view control이 윈도우 탐색기 및 시작 메뉴에서 List view control[9]을 대체하여 탐색기 목록 보기 컨트롤을 사용자 지정하는 응용 프로그램을 망가뜨린다.[10] Items view는 윈도우 비스타 목록 보기가 지원했던 사용자 지정 위치 지정, 사용자 지정 순서 지정 또는 하이퍼링크를 지원하지 않는다.[11] 이 컨트롤은 문서화되지 않았으므로 개발자가 자동 정렬을 비활성화하거나 보기를 사용자 지정할 수 없다. ItemsView는 개발자가 재사용할 수 있는 Win32 공통 컨트롤의 일부로 간주되지 않으므로 윈도우 7의 탐색기에서 Select 시스템 이벤트에 대한 소리가 더 이상 재생되지 않는다.[12]
  - 새로운 항목 보기 컨트롤은 IconArea_Image 및 IconArea_Text와 같은 특정 desktop.ini 매개 변수를 무시하여 사용자가 폴더의 배경 그림을 설정할 수 없게 한다. 윈도우 비스타에서는 이 기능이 내장되어 있지 않았지만, 목록 보기 컨트롤은 올바른 desktop.ini 매개 변수 및 속성을 설정하는 셸 확장 또는 폴더 사용자 지정 유틸리티가 설치된 경우 이를 지원했다.
- 압축 파일, EFS 암호화 파일 및 항목 핫 트래킹 효과에 대한 수정된 색상과 관련된 레지스트리 설정은 윈도우 탐색기의 ItemsView 컨트롤에 의해 무시된다.
- 탐색 창에서 더 이상 트리 보기를 축소할 수 없다; 윈도우 비스타에서는 폴더 트리 보기만 표시하거나 이 보기를 축소하여 새로운 즐겨찾기 링크만 표시할 수 있었다.
- 탐색 창에는 더 이상 가로 스크롤바가 없으며, 윈도우 비스타에서 도입된 자동 가로 스크롤 기능도 없다.
- 탐색 창에는 폴더와 하위 폴더가 어떻게 연결되어 있는지 사용자에게 시각적으로 나타내는 점선을 표시하는 옵션이 더 이상 포함되어 있지 않다; 폴더 옵션에서 탐색 창에 간단한 폴더 보기 표시 옵션이 제거되었다.[13][14]
  - 마찬가지로, 탐색 창에서 폴더를 클릭하면 하위 폴더를 표시하기 위해 자동으로 확장되지 않는데, 이는 '탐색 창에 간단한 폴더 보기 표시' 옵션이 제거되었기 때문이다.[13][14]
- 윈도우 탐색기 명령 모음의 슬라이드 쇼 버튼은 새로운 윈도우 사진 뷰어를 시작하는데, 이는 윈도우 사진 갤러리 또는 윈도우 라이브 사진 갤러리와 달리 테마 또는 풍부한 전환을 지원하지 않는다.
- 윈도우 비스타에서 도입된 공용 폴더는 더 이상 탐색 표시줄의 계층 구조 항목에 나열되지 않는다; 주소 표시줄에서 이 폴더를 열려면 전체 경로를 입력해야 한다.
- 윈도우 탐색기에서 공유된 항목에 대한 공유 오버레이 아이콘이 제거되었다; 이 변경으로 인해 사용자는 이제 폴더가 공유되고 있는지 확인하기 위해 매번 폴더를 선택해야 한다. 공유 오버레이 아이콘은 윈도우 NT 3.1부터 윈도우의 기능이었다.[15]
- 윈도우 비스타에서 도입된 공유 마법사에는 더 이상 항목 공유 시 새 사용자 생성 옵션(새 사용자 만들기...)이 포함되어 있지 않다.
- 윈도우 디펜더의 소프트웨어 탐색기 기능이 제거되었다; 결과적으로 사용자 계정 컨트롤이 권한 상승이 필요한 시작 응용 프로그램을 차단할 경우 더 이상 알림이 없다.[16]
- 윈도우 탐색기의 상태 표시줄에는 더 이상 선택된 항목의 크기가 표시되지 않는다.
- 항목이 그룹화되었을 때, 윈도우 비스타에서처럼 그룹 헤더를 클릭하고 Ctrl 키를 누른 채 여러 그룹을 선택하는 것이 불가능하다.[17]
- 윈도우 탐색기 창에서 여러 항목이 선택되었을 때, 사용자가 뒤로 또는 앞으로 이동하면 이 선택이 유지되지 않는다.
- 라이브러리에서 폴더로 이동할 때, 사용자가 설정하거나 사용자 지정한 보기로 폴더의 내용을 볼 수 없다; 폴더는 라이브러리의 보기를 사용한다.
- 윈도우 7은 라이브러리를 통해 폴더 속성을 열면 폴더에 대한 사용자 지정 탭을 제거한다. 동일한 폴더를 라이브러리를 통해 접근하지 않고 윈도우 탐색기에서 열면 사용자 지정 탭을 사용할 수 있다.
- 윈도우 탐색기는 개별 폴더 창 위치 및 크기를 유지하도록 구성할 수 없다; 각 창은 동일한 크기를 공유하며, 새 창이 열리면 각 창의 위치는 계단식으로 배열된다.

### 작업 표시줄
- 16비트 애플리케이션은 실행 중일 때 더 이상 작업 표시줄에 아이콘을 표시할 수 없다. 대신 작업 표시줄에는 16비트 애플리케이션 실행을 위한 32비트 호스트 프로세스인 NTVDM.exe 아이콘이 표시된다.
- 작업 표시줄의 '항상 위에 표시'는 윈도우 7에서 필수적이다; 이전 버전의 윈도우에서는 이를 비활성화할 수 있었다.
- 그룹화된 애플리케이션의 작업 표시줄 버튼이나 썸네일이 활성화(전경에 있음)되어 있을 때 클릭해도 이전 윈도우 버전과 달리 최소화되지 않는다; 그룹화되지 않은 애플리케이션 버튼만 다시 클릭하면 최소화된다.
- 플로팅 데스크밴드(도구 모음)는 더 이상 사용할 수 없다. 이 기능은 이전에 윈도우 비스타에서 사용이 중단되었다; 모든 도구 모음은 작업 표시줄에만 위치할 수 있다. 바탕 화면의 다른(작업 표시줄이 아닌) 가장자리에 도구 모음을 배치하는 것은 더 이상 불가능하다.
- 동일한 애플리케이션에 속하는 작업 표시줄 버튼을 그룹화(옆에 배치)하는 것을 비활성화할 수 없다; 사용자는 여전히 동일한 유형의 여러 작업 표시줄 버튼을 하나의 버튼으로 결합하는 것을 비활성화할 수 있다.
- 알림 영역의 날짜 및 시간, 네트워크, 전원, 볼륨 시스템 아이콘의 도구 설명에서 아이콘이 제거되었다.[18]
- 알림 영역의 네트워크 시스템 아이콘에 있는 네트워크 활동 애니메이션은 더 이상 사용할 수 없다; 이제 아이콘은 사용 중인 네트워크 유형과 인터넷 연결이 설정되었는지 여부만 표시한다.
- 빠른 실행은 고정된 애플리케이션에 비해 사용이 중단되고 작업 표시줄에서 제거되었다.[19] 사용자가 이전 버전의 윈도우에서 작업 표시줄 레이아웃을 선호하는 경우 %AppData%\Microsoft\Internet Explorer\Quick Launch를 참조하는 사용자 지정 도구 모음으로 수동으로 추가하여 빠른 실행으로 되돌릴 수 있지만,[20] 윈도우 7 이후 버전에서는 로그오프 또는 재시작 후 빠른 실행이 자동으로 비활성화되고 모든 설정이 재설정되는 문제가 있다.[21][22][23]
- 전원 시스템 아이콘 아래에 나열된 전원 관리 옵션은 균형 및 절전으로 제한된다(고성능 전원 관리 옵션은 제어판에서 사용 가능). 윈도우 비스타에서는 세 가지 전원 관리 옵션 모두 시스템 아이콘에서 사용할 수 있었고, 사용자가 만든 사용자 지정 계획도 사용할 수 있었다.
- 이전 버전의 윈도우에서 작업 표시줄 그룹화에 대한 세밀한 제어를 허용했던 구성 가능한 레지스트리 옵션 TaskbarGroupSize[24]는 지원되지 않는다. 윈도우 7에서는 사용자가 버튼 결합, 버튼 결합 안 함, 또는 작업 표시줄이 꽉 찼을 때만 결합하도록 구성할 수 있다.
- 전원 시스템 아이콘의 상황에 맞는 메뉴에는 더 이상 윈도우 모바일 센터를 여는 링크가 없다.
- 결합된 작업 표시줄 창의 수는 창이 몇 개 열려 있든 상관없이 계산되지 않고 결합된 버튼 옆에 표시되지 않는다(예: 하나의 결합된 세트에 있는 세 개의 창은 조합 이름 옆에 '3'을 표시하지 않는다); 사용자는 직접 이를 확인해야 한다.
- 윈도우 에어로가 활성화되어 있을 때 작업 표시줄 썸네일을 비활성화할 수 있었던 작업 표시줄 및 시작 메뉴 속성의 윈도우 비스타의 '창 미리 보기 표시'(썸네일) 옵션은 더 이상 사용할 수 없다.[25]
- 애플리케이션 아이콘의 도구 설명은 애플리케이션 이름만 표시한다; 더 이상 주석 필드는 표시하지 않는다.
- 그룹화가 비활성화된 경우, CTRL 키를 사용하여 여러 작업 표시줄 항목을 관리하고 보조 마우스 버튼을 클릭하여 선택한 그룹 창을 계단식으로 배열, 닫기, 최소화 또는 타일링하는 기능은 더 이상 사용할 수 없다.
- 작업 표시줄이 세로일 때, 여러 열의 아이콘을 가질 수 없다.

### 시작 메뉴
- 윈도우 XP 및 윈도우 비스타에서 가능했던 것처럼 NoStartPage 레지스트리 값을 사용하여 애플리케이션이 시작 메뉴의 '가장 자주 사용한 프로그램' 목록에 나타나지 않도록 제외할 수 없다.[26]
- 시작 메뉴 외부 위치(예: 바탕 화면, 실행 대화 상자 또는 폴더)에서 시작된 애플리케이션은 시작 메뉴에서 한 번 이상 실행되지 않는 한 '가장 자주 사용한 프로그램'에 나타나지 않는다.
- '연결' 및 '네트워크'는 기본적으로 시작 메뉴에서 더 이상 사용할 수 없다; 사용자는 여전히 이 링크들을 시작 메뉴에 추가할 수 있다.
- 시작 메뉴에 기본 웹 브라우저 및 전자 메일 클라이언트 프로그램을 동적으로 고정하는 것은 더 이상 불가능하다. 그러나 윈도우 7에서는 프로그램을 수동으로 시작 메뉴에 고정할 수 있다.
- 인터넷 익스플로러 즐겨찾기 및 기록은 윈도우 비스타 시작 메뉴에서처럼 윈도우 7 시작 메뉴에서 별도의 헤더 아래에 그룹화되지 않는다. 파일 그룹 아래에 표시된다.
- 작업 표시줄 및 시작 메뉴 속성의 시작 메뉴에 대한 윈도우 비스타의 '검색 통신' 및 '검색 즐겨찾기 및 기록' 옵션은 더 이상 사용할 수 없다.
- 윈도우 95에서 도입된(그리고 윈도우 비스타에서 사용 가능했던) 고전 시작 메뉴 인터페이스는 윈도우 7에서 더 이상 사용할 수 없다. 또한, 고전 시작 메뉴에만 있었던 특정 기능—스크롤 대신 파일 및 프로그램의 메뉴 열 확장, 클릭 대신 마우스 오버로 폴더 확장, 더블 클릭으로 폴더 열기, ⇧ Shift 키를 누른 채 클릭하여 여러 프로그램 실행, 폴더를 시작 메뉴로 드래그하여 확장 가능한 바로 가기 만들기—은 더 이상 사용할 수 없다; 그러나 고전 시작 메뉴와 유사한 기능을 가진 작업 표시줄 도구 모음을 만들 수 있으며, Classic Shell과 같은 애플리케이션을 이 기능에 사용할 수 있다.[27]
- 윈도우 비스타에서 도입된 잠금 버튼은 더 이상 시작 메뉴에서 사용할 수 없다; 사용자는 컴퓨터 잠금을 전원 버튼의 기본 동작으로 지정할 수 있지만, 윈도우 비스타는 동일한 구성 가능한 전원 버튼 외에 잠금 버튼도 포함했다.
- 항목을 검색할 때 윈도우 비스타는 시작 메뉴에서 항목 자체를 검색하는 대신 윈도우 검색 인덱스만 사용하도록 지정하는 옵션을 제공했지만, 윈도우 7은 검색 결과에 공용 폴더를 포함하거나 제외하는 옵션만 제공한다.

### 윈도우 검색 기능
- '정렬 기준'(윈도우 비스타에서는 '스택 기준'으로 불림)은 이제 라이브러리 및 라이브러리에 포함된 폴더에서만 사용할 수 있다(윈도우 비스타에서는 모든 폴더와 모든 저장된 검색에서 사용할 수 있었다). 윈도우 7에서는 사용자가 라이브러리 유형에 따라 미리 정의된 속성으로만 항목을 스택할 수 있다. 예를 들어, 음악 라이브러리에서는 앨범, 아티스트, 장르로만 스택할 수 있지만, 윈도우 비스타에서는 음악 항목에 존재하는 유효한 속성(예: 앨범, 아티스트, 장르, 세트의 일부, 기간, 샘플 속도, 트랙 번호 및 연도)으로 항목을 스택할 수 있었다.
- 윈도우 비스타에서 도입된 구성 스택은 더 이상 모든 항목에서 사용할 수 없다; 사용자는 여전히 항목을 스택할 수 있지만, 한 스택으로 이동한 다음 다른 스택으로 이동할 수는 없다.
- 열 헤더 드롭다운 메뉴는 윈도우 비스타에서처럼 가장 최근부터 가장 오래된 순서(예: 오늘, 지난주, 지난달, 오래전)로 표시하는 대신 가장 오래된 것부터 가장 최근 순서(예: 오래전, 지난달, 지난주, 오늘)로 항목 날짜를 표시한다.
- 윈도우 비스타의 검색 폴더에 있던 저장된 검색(최근 문서, 최근 전자 메일, 최근 음악, 최근 사진 및 비디오, 최근 변경된 항목 및 내가 공유한 항목)은 제거되었다.
  - '내가 공유한 항목'의 제거와 '공유 여부' 속성의 사용 중단으로 인해, 공유 마법사에는 현재 로그인한 사용자가 공유하는 모든 파일을 보는 링크('내가 공유하는 모든 파일 표시...')가 더 이상 포함되지 않으며, 네트워크 및 공유 센터에는 '내가 공유하는 모든 파일 및 폴더 표시' 링크가 더 이상 포함되지 않는다.
  - 카메라 또는 스캐너에서 지난 30일 이내에 가져온 모든 사진 및 비디오를 표시했던 '최근 사진 및 비디오'는 사진 또는 비디오를 가져올 때 임시로 생성되며 현재 가져오기 세션의 항목만 표시하는 '가져온 사진 및 비디오'로 대체되었다.
  - 윈도우 비스타의 '내가 공유한 항목'은 현재 사용자가 직접 공유한 항목을 표시했지만, 공유 관련 속성 변경으로 인해 윈도우 7에서는 모방할 수 없다.
- 윈도우 비스타의 '스택 기준' 상황에 맞는 메뉴 및 속성 헤더 옵션은 더 이상 사용할 수 없다.
- 윈도우 비스타의 고급 쿼리 작성기(검색 창)는 더 이상 사용할 수 없다. 이 인터페이스의 제거로 인해, 윈도우 탐색기에서 검색 범위를 변경하는 것은 적어도 한 번의 검색이 이미 수행된 후에만 가능하며, 그 후에 사용자는 "사용자 지정" 범위에서 검색하도록 지정할 수 있다. 저장된 검색 또는 항목을 스택하는 다른 보기의 경우, 이 쿼리 작성기의 부재로 인해 범위 변경이 더 이상 불가능하다.
- 윈도우 검색을 위한 '인덱싱 옵션' 제어판 애플릿에는 윈도우 비스타에서 사용할 수 있었던 진단 옵션(기본값 복원)이 더 이상 포함되어 있지 않다. 이는 컴퓨터 재시작 후 인덱스를 원래 설정으로 재설정하고 인덱스를 다시 빌드하는 기능이었다; 현재 사용자 세션 중에 인덱스를 삭제하고 다시 빌드하는 것(다시 빌드)만 가능하며, 이 기능은 윈도우 비스타에서도 사용할 수 있었다.
- 쿼리를 수행하는 동안 윈도우 탐색기에서 쿼리(↵ Enter 및 ⇧ Shift)를 인터넷으로 리디렉션하는 키보드 단축키는 더 이상 사용할 수 없다; 사용자는 검색이 이미 수행된 후 인터페이스 옵션(다시 검색:)을 통해서만 윈도우 탐색기에서 인터넷을 검색하도록 지정할 수 있다.
- 허용되지 않는 인수나 매개변수로 저장된 검색을 열 때 나타났던 메시지(이 검색 폴더에 문제가 있어 이 검색을 완료할 수 없습니다) (예: 저장된 검색이 운영 체제에 더 이상 설치되지 않은 타사 속성을 참조하는 경우)는 윈도우 비스타에서는 더 이상 사용할 수 없다; 대신, 윈도우 7에서 허용되지 않는 인수나 매개변수가 있는 저장된 검색은 사용자가 열려고 시도할 때 단순히 열리지 않으며, 사용자에게 문제가 있다는 표시를 제공하지 않는다.
- 폴더 옵션의 '검색' 탭에서 '항상 파일 이름 검색' 옵션이 제거되었다.
- 네트워크 위치를 인덱스에 추가하는 프로토콜 핸들러 추가 기능은 윈도우 7과 호환되지 않는다;[28] 원격 컴퓨터를 검색하려면 윈도우 검색 서비스가 설치되어 실행 중이어야 한다.
- 윈도우 비스타에서 항목이 공유되었는지 여부를 결정하기 위해 도입된 '공유 여부' 속성은 더 이상 쿼리 가능한 속성이 아니다;[29] 새로운, 쿼리 불가능한 '공유 상태' 속성으로 인해 사용이 중단되었으며, 이는 사용자가 더 이상 항목이 공유되었는지 여부에 따라 항목을 검색할 수 없다는 의미이다(예: 공유된 모든 항목을 검색하는 것).[30]
- 윈도우 비스타에서 도입된 '공유 대상' 속성은 더 이상 쿼리 가능한 속성이 아니다; 사용자는 여전히 항목 목록을 공유된 사용자 또는 그룹에 따라 필터링할 수 있지만, 특정 사용자 또는 그룹과 공유된 모든 항목을 찾거나 이 속성에 따라 항목을 검색할 수는 없다(예: 로컬 머신의 '모든 사람' 그룹과 공유된 모든 항목을 인덱스에서 쿼리하는 것은 불가능하다).[31]
- 쿼리가 저장된 검색으로 유지될 때, 쿼리가 저장되었을 때 원래 나타났던 윈도우 탐색기에서 항목의 표현을 유지한다; 그러나 윈도우 7은 새로운 내용 보기 모드에서 저장된 검색에 의해 반환된 항목만 표시한다(항목이 어떻게 표시되든 상관없이). 윈도우 비스타에서는 쿼리와 일치하는 항목이 저장된 검색에 의해 정의된 표현 레이아웃에 따라 사용자에게 표시되었다.
  - 마찬가지로, 윈도우 7에서 항목을 스택하는 저장된 검색은 스택을 내림차순으로만 표시한다(정의된 표현 레이아웃과 관계없이).
- 항목을 필터링하거나 이전에 스택한 후 항목을 검색할 때, 윈도우 비스타에서처럼 스택이 계속 표시되지 않는다; 대신, 새로운 기준과 일치하는 항목이 표시된다. 윈도우 비스타에서는 필터링 또는 검색 후에 스택으로 이동하여 동일한 결과를 얻을 수 있었다.
- 저장된 검색의 대안으로 구현되었지만, 라이브러리는 실제 파일 시스템 경로를 알 수 없을 때 라이브러리 경로를 통해 항목에 접근하는 것을 지원하지 않는다; 윈도우 비스타와 윈도우 7 모두에서 저장된 검색 경로를 통해 항목에 접근하는 것은 가능하다(예: C:\Users\JohnSmith\ABC.search-ms\ABC.docx), 그러나 라이브러리는 그러한 기능을 제공하지 않는다(예: Libraries\Documents\ABC.docx 또는 C:\Users\JohnSmith\AppData\Roaming\Microsoft\Windows\Libraries\Documents.library-ms\ABC.docx는 항목에 접근하지 않는다).

### 펜 및 터치 입력
- 펜 및 터치(윈도우 비스타의 펜 및 입력 장치) 제어판 애플릿의 포인터 옵션은 더 이상 사용할 수 없다; 사용자는 더 이상 펜 커서 활성화 또는 비활성화를 구성하거나, 화면과 상호 작용할 때 펜을 사용할 때 펜 커서 또는 마우스 커서를 표시하도록 선택할 수 없다.
- 윈도우 비스타의 터치 포인터 도구 모음은 터치 입력을 사용할 때 터치 포인터 인터페이스를 빠르게 표시하거나 숨기는 버튼을 윈도우 작업 표시줄에 표시했는데, 이는 더 이상 사용할 수 없다.
- 펜 및 터치 메뉴의 '터치' 탭 아래에 있던 윈도우 비스타의 이전 '마우스 또는 태블릿 펜 대신 손가락 사용 연습' 옵션은 더 이상 사용할 수 없다. 이 옵션은 터치 입력을 연습하기 위한 마법사 인터페이스를 열었다.

### 기타 셸 기능
- 그림판 또는 윈도우 계산기와 같은 번들 윈도우 애플리케이션의 '정보'(및 winver)는 더 이상 시스템의 RAM 용량을 표시하지 않는다. 이 세부 정보는 윈도우 NT 기반 윈도우 버전인 윈도우 NT 3.5부터 이 대화 상자에 포함되어 있었다.
- 윈도우 7부터 자동 실행은 자동 실행 항목을 비활성화하고 휴대용 플래시 미디어의 콘텐츠 자동 실행과 관련된 보안 문제로 인해 CD 및 DVD와 같은 광학 미디어만 지원한다; 마이크로소프트는 나중에 이 변경 사항을 윈도우 XP 및 윈도우 비스타로 백포팅했다.[32]
- 장치 및 프린터는 이전 윈도우 버전의 블루투스 장치 제어판 애플릿을 대체하며, 블루투스 장치를 정렬하는 데 사용되는 윈도우 비스타에서 도입된 열 헤더 속성을 포함하지 않는다; 특히 주소, 인증됨, 사용 중인 연결, 검색 방법, 암호화됨, 마지막 연결, 페어링됨, 버전 속성은 더 이상 사용할 수 없으며, 이는 사용자가 이러한 속성으로 블루투스 장치를 필터링, 그룹화 또는 정렬할 수 없다는 의미이다(예: 활성 연결이 있는 장치만 보거나, 연결 유형별로 장치를 보거나, 장치가 마지막으로 컴퓨터에 연결된 시점을 보는 것). 이전 블루투스 장치 애플릿은 여전히 사용할 수 있지만, 기본적으로 숨겨져 있다.
- 명령 프롬프트는 큰 버퍼 그리드를 선택할 때 더 이상 RAM 사용량(최대: 9999×9999에서 190MB)을 표시하지 않는다.
- 게임 탐색기는 더 이상 게임에 대한 명령줄 스위치, 호환성 모드, 아이콘 또는 시작 경로 변경을 지원하지 않는다.
- 게임 탐색기는 윈도우 비스타의 리치 저장 게임을 더 이상 지원하지 않는다. 이 기능은 셸 핸들러를 생성하여 게임의 표지 아트 및 메타데이터를 윈도우 셸의 윈도우 검색에 노출할 수 있었다.[33]
- HD DVD는 자동 실행에서 더 이상 사용할 수 있는 옵션이 아니다.
- 윈도우 비스타에서 도입된 '프레젠테이션 설정' 기능에는 더 이상 연결된 디스플레이 목록을 보는 옵션('연결된 디스플레이...')이 포함되어 있지 않다.
- 대화 상자의 기본 버튼으로 포인터를 자동으로 이동하는 '마우스 포인터에 맞추기' 옵션은 윈도우 7에서 재설계된 많은 시스템 및 응용 프로그램 대화 상자 및 창에서 작동하지 않는다. 마우스 포인터는 재설계된 여러 대화 상자에서 단순히 기본 버튼으로 이동하거나 스냅되지 않는다.
- 윈도우 네트워크 진단은 윈도우 비스타에서 네트워크 연결 오류를 감지하지 못했을 때, 사용자에게 윈도우 구성 세부 정보가 포함된 보고서를 대기열에 추가하여 마이크로소프트에 보내도록 요청하는 프롬프트를 포함했다; 이 데이터 분석을 통해 사용자에게 알려진 문제이지만 감지되지 않은 문제에 대한 솔루션을 구축할 수 있었다. 윈도우 7에서는 이 프롬프트가 더 이상 사용할 수 없으며, 사용자에게는 대신 도움말 및 지원 또는 원격 지원과 같은 추가 문제 해결 옵션이 제공된다(이러한 옵션은 윈도우 비스타에서도 접근 가능했다).
  - 마찬가지로, 문제가 해결되었을 때, 다른 문제가 의심되는 경우 사용자에게 마이크로소프트에 보고서를 보낼 옵션이 없다.

## 개인 설정
- 개인 설정 제어판에서 기존 테마에 대한 변경 사항을 저장할 수 없다. 테마를 선택한 후 변경한 내용은 다시 저장해야 하며, 중복을 방지하기 위해 원래 테마는 삭제해야 한다. 이전 버전의 윈도우에서는 테마 파일을 수정된 테마로 덮어쓸 수 있었다.
- 윈도우 비스타와 함께 제공되었던 오로라, 윈도우 에너지 및 윈도우 로고 화면 보호기 및 배경 화면이 제거되었다.[34]
- 3D-브론즈, 3D-화이트, 컨덕터, 다이노서, 핸즈 1, 핸즈 2, 베리에이션 및 윈도우 애니메이션 커서 스킴은 제거되어 더 이상 사용할 수 없다.
- 사용자 인터페이스 글꼴인 Segoe UI가 특정 셸 구성 요소 및 윈도우 탐색기에 대한 최적의 디자인을 유지하기 위해 클리어타입을 완전히 끌 수 없다.[35] 사용자 인터페이스의 일부(예: 시작 메뉴 및 탐색기)는 설정과 관계없이 여전히 클리어타입을 사용한다.
- 개인 설정 대화 상자를 통해 열리는 고급 모양 설정의 아이콘 크기 설정은 윈도우 탐색기 및 바탕 화면의 아이콘 크기에 더 이상 영향을 미치지 않는다.
- 윈도우 클래식 색 구성표는 제거되었고, 윈도우 클래식(이전에는 "윈도우 표준") 및 고대비 테마만 남았다. 나중에 윈도우 서버 2012 베타에서 재사용되었다.

## 샘플 콘텐츠
- 곰, 나비, 호수 샘플 비디오와 윈도우 비스타에 번들로 제공되었던 샘플 사진 및 음악 트랙이 제거되었다.

## 윈도우 미디어 플레이어 기능
- 전체 화면 모드에서 4자리 PIN을 사용하여 플레이어를 잠글 수 있는 기능[36]이 제거되었다.
- 데이터 CD를 구울 때 비트 전송률을 조정하는 옵션이 제거되었다.
- 윈도우 미디어 플레이어의 작업 표시줄 통합 미니 플레이어가 제거되었다. 이를 대체하는 썸네일 미리 보기에는 볼륨 조절 및 진행률 표시줄이 없다. 파일 이름의 특정 텍스트를 기반으로 특정 파일에 대해서만 미니 플레이어를 시작하는 기능도 제거되었다.
- 향상 기능은 플로팅 창의 '지금 재생 중' 보기에서만 접근할 수 있다. 이 기능은 '지금 재생 중' 창에 고정되지 않으며, 윈도우 미디어 플레이어를 다시 시작해도 복원되지 않는다. 수동으로 복원하더라도 위치가 저장되지 않는다.
- 왼쪽/오른쪽 균형 조절 기능이 그래픽 이퀄라이저에서 제거되어 더 이상 사용할 수 없다.
- 여러 플레이어 기본 설정이 저장되지 않고 플레이어를 다시 시작할 때 복원되지 않는다. '지금 재생 중' 보기의 재생 목록 창은 자동으로 표시되지 않는다. 향상 기능은 윈도우 미디어 플레이어를 다시 시작해도 복원되지 않는다. 수동으로 복원하더라도 '지금 재생 중' 창과 향상 기능의 이전 위치는 유지되지 않는다.
- '라이브러리에서 찾기' 상황에 맞는 메뉴 항목이 제거되었다. 이 항목은 '지금 재생 중' 노래를 라이브러리에서 찾을 수 있도록 했다.
- 고급 태그 편집기, 색상 선택기, 전자 메일용 미디어 링크 및 파티 모드 기능이 제거되었다.
- 정적 가사와 동기화된 가사를 추가하고 표시하는 기능이 제거되었다.
- 최근 추가된 자동 재생 목록은 기본적으로 포함되지 않는다.
- CD 및 재생 목록의 총 시간은 가장 가까운 분으로 반올림된다. 즉, 초는 더 이상 표시되지 않는다.

## 인터넷 익스플로러 기능
- 인터넷 익스플로러 8에서는 이전 세션을 다음에 자동으로 복원할 수 없다. 사용자는 다음에 세션을 수동으로 열도록 기억해야 한다.[37]
- 모든 윈도우 버전의 인터넷 익스플로러 8은 주소 표시줄에서 인라인 자동 완성 기능을 지원하지 않는다.[38]
- 윈도우 7 탐색기의 세부 정보 창에서 인터넷 익스플로러 즐겨찾기의 평점 및 설명을 더 이상 편집할 수 없다.[39]

## 윈도우 라이브 동등 제품으로 대체된 애플리케이션
- 윈도우 사진 갤러리, 윈도우 무비 메이커, 그리고 윈도우 메일은 각각 윈도우 라이브 동등 제품을 다운로드하는 방식으로 제거되었다. 이들은 이후 타사 이메일 클라이언트, 사진 및 비디오 소프트웨어에 찬성하여 단종되었다.[40]
  - 윈도우 라이브 메일 및 윈도우 라이브 무비 메이커는 각각 윈도우 메일 및 윈도우 무비 메이커의 모든 기능을 포함하지 않는다.
  - 윈도우 라이브 메일은 HTML 소스 편집, 스크립트 기반 편지지 및 시작 화면 비활성화 기능을 지원하지 않는다.
  - 윈도우 사이드쇼용 윈도우 메일 가젯은 윈도우 7에 포함되지 않는다.
  - 윈도우 라이브 무비 메이커는 오디오 편집 및 내레이션 기능이 있는 적절한 타임라인을 포함하지 않으며,[41] 제목 오버레이, 필터 호환성 설정 및 기타 고급 옵션이 없으며, DV-AVI로 내보낼 수 없고, 윈도우 무비 메이커의 전환 및 효과가 누락되었다.
- 내장된 자녀 보호 기능의 웹 필터링 및 활동 보고 기능이 제거되었다.[42] 윈도우 라이브 패밀리 세이프티가 웹 필터링 기능을 대체했지만, 필터링 및 활동 보고를 위한 사용자 인터페이스는 윈도우 비스타 자녀 보호에서 사용되던 기본 UI 대신 웹 기반이며, 윈도우 라이브 ID(현재 마이크로소프트 계정)에 로그인해야 한다. 이후 해당 서비스는 타사 자녀 보호 소프트웨어에 찬성하여 단종되었다. 윈도우 7은 시간, 게임 및 프로그램 제한을 유지했다.
- 윈도우 캘린더도 윈도우 라이브 메일의 캘린더에 찬성하여 제거되었다.
  - 윈도우 라이브 메일의 통합 캘린더는 이벤트를 지원하지만 작업을 지원하지 않으며, 아이캘린더 파일 구독, 게시, 가져오기 및 내보내기를 지원하지 않는다.
  - 윈도우 라이브 메일의 통합 캘린더에는 기본 이벤트 알림 기능도 없다. 이벤트는 대신 전자 메일을 통해 알림된다.

## 기타 윈도우 응용 프로그램 및 기능
- 윈도우 인스톨러(MSI) 파일의 디지털 서명을 제거 중에도 보존하기 위해, 윈도우 인스톨러 5.0은 더 이상 디스크 공간 절약을 위해 내장 캐비닛을 자동으로 제거하지 않는다.[43] 결과적으로 %Windir%\Installer 디렉토리에 캐시된 MSI는 이전 윈도우 버전보다 더 많은 디스크 공간을 차지하며, 캐싱을 비활성화하는 옵션은 없다.
- 윈도우 비스타 기능인 TMM(Transient Multimon Manager)은 핫 플러그 앤 플레이 디스플레이를 자동으로 감지하고 다중 모니터 설정을 구성하고 저장하는 기능이었지만, Win+P 기능으로 인해 제거되었다.[44]
- 윈도우 7의 화상 키보드는 글꼴 변경 또는 지정을 할 수 있는 기능을 제거하여 딩뱃 및 유니코드 문자를 알파벳 문자 대신 사용하는 글꼴의 키보드 레이아웃을 더 이상 볼 수 없게 한다.
- 윈도우 7의 화상 키보드는 기능 키에 대한 직접 접근을 제거한다. 기능 키는 이제 'Fn' 키를 사용하여 접근한다.
- 윈도우 원격 지원은 윈도우 7에서 파일 전송 및 클립보드 공유를 지원하지 않는다.[45][46]
- 오프라인 파일 캐시는 위치를 변경할 수 있지만,[47] 윈도우 이지 트랜스퍼[48]를 사용하면 윈도우 비스타에서 가능했던 것처럼 기존 캐시를 재설정하지 않고는 옮길 수 없으며, Cachemov.exe[49]를 사용하면 윈도우 XP/2000에서 가능했던 것처럼 옮길 수 없다.[50][51]
- 윈도우 비스타에 포함된 피어 투 피어 DFS 복제 서비스 그룹용 DFS 복제 서비스도 제거되었다.[52]
- WinSAT 벤치마크의 3D 비주얼이 제거되었다.[53]
- 윈도우 디펜더에서 일부 기능이 제거되었다[54]. 소프트웨어 탐색기, 보안 에이전트 구성, 프로그램 활동 또는 관리자로 시작 프로그램을 실행할 때의 알림 등이 이에 해당한다.
- 이동식 저장소 관리자(RSM)가 제거되어[55] NT백업 또는 NT백업 복원 도구와 같이 이에 의존하는 응용 프로그램은 물리적 또는 가상 테이프 드라이브로 백업할 수 없다.
- 윈도우 미팅 스페이스,[56] 그리고 구슬 넣기 게임이 제거되었다.
- 윈도우 드림씬, 팅커 (윈도우), 홀드 엠 포커 게임 등을 포함한 얼티밋 에디션용 윈도우 얼티밋 엑스트라가 제거되었다. 마이크로소프트는 처음에 가까운 시일 내에 팅커와 홀드 엠을 다시 제공할 것이라고 발표했다.[57] 12월 15일에 팅커만이 게임 포 윈도우 – 라이브 다운로드 가능한 게임으로 무료 제공되었으며, 윈도우 라이브 ID에 로그인해야 한다.
- 마이크로소프트 에이전트 2.0 기술이 제거되어 마이크로소프트 에이전트 응용 프로그램과의 호환성이 깨졌다. 마이크로소프트는 "고객 피드백"으로 인해 별도의 설치 패키지를 제공했다.[58]
- 바탕 화면 가젯의 사이드바가 제거되었지만, 가젯은 비스타에서처럼 화면의 어느 쪽이든 정렬될 수 있다.
- 연락처, 메모 및 주식 바탕 화면 가젯이 제거되었다. 메모 가젯은 텍스트 및 잉크 기반 메모를 모두 허용하는 스티커 메모로 대체되었다. 윈도우 비스타에서 윈도우 7로 업그레이드하면 가젯의 사용자 메모가 유지되고 스티커 메모 프로그램으로 전송된다.
- 이전 버전 스티커 메모의 가져오기, 내보내기, 드래그 앤 드롭 및 음성 메모 기능이 제거되었다.
- 윈도우 방화벽 제어판은 포트 기반 필터링을 구성할 수 없지만, 고급 보안이 적용된 윈도우 방화벽 MMC 기반 스냅인은 이를 허용한다.
- 특정 운영 체제 또는 응용 프로그램만 표시하도록 그룹 정책에서 필터링 정책이 더 이상 사용할 수 없다.
- 소프트웨어 제한 정책은 더 이상 "기본 사용자"와 같은 여러 신뢰 수준을 지원하지 않는다[59] (차단 또는 허용만 여전히 지원됨); 이 기능은 사용자 계정 컨트롤 및 AppLocker로 대체되었다.
- 일반 글꼴 선택 대화 상자는 글꼴 유형(OpenType, TrueType, Symbol 글꼴 등)을 표시하지 않는다.
- x64 에디션용 윈도우 레지스트리 리플렉션이 병합된 32/64비트 키로 대체되었다.[60]
- 네트워크 공유로의 파일 백업(시스템 이미지 백업 아님)은 윈도우 7 프로페셔널 이상 버전에서만 사용할 수 있으며, 윈도우 비스타 홈 프리미엄에는 포함되어 있었다.[61]
- 윈도우 비스타의 기능 중 하나인 윈도우 비디오 가져오기는 디지털 비디오 카메라에서 실시간 또는 녹화된 비디오를 가져와 하드 디스크에 저장할 수 있었지만, 제거되었다.[62]
- 윈도우 비스타에서 제어판 범주 보기에서 수행된 검색 쿼리(키워드)를 마이크로소프트에 보내는 옵션이 윈도우 7에서 제거되었다.

## 같이 보기
- 윈도우 서버 2008 R2